# Сюзанна Крейг
Сюзанна Крейг — журналістка-слідчий, лавреатка Пулітцерівської премії, яка зараз працює в Нью-Йорк Таймс. Вона була репортеркою, анонімно працювала над податковими деклараціями Дональда Трампа від 1995 року під час президентських виборів 2016 року. 
У 2018 році Крейг була авторкою розслідування Нью-Йорк Таймс про багатство Дональда Трампа, яке виявило, що президент успадкував сотні мільйонів доларів від свого батька, деяку частку з яких — через шахрайські схеми оподаткування. Вона також відома завдяки своєму висвітленню фінансової кризи 2007-2008 років та уряду й політики штату Нью-Йорк та міста Нью-Йорка.

## Дитинство та освіта
Крейг народилася в Калгарі, провінція Альберта, Канада, і навчалася в Університеті Калгарі, закінчивши в 1991 році та здобувши ступінь бакалавра політичних наук.

## Кар'єра
Крейг почала свою кар'єру як літня стажистка в Калгарі Геральд в 1990 році, і була літньою стажеркою для Windsor Star 1991; її першою офіційною роботою стала робота репортеркою для Windsor Star у Віндзорі, Онтаріо.
Спочатку Сюзанна писала статті для The Globe and Mail, перш ніж стати штатною журналісткою у Wall Street Journal. У 2010 році вона співпрацювала з Нью-Йорк Таймс, продовжуючи писати й для Wall Street Journal, а пізніше була призначена начальницею бюро з висвітлення діяльности уряду штату Нью-Йорк. У 2015 році Крейг залишила Олбані, щоб стати керівницею бюро Нью-Йорк Сіті Холл.
Вона є лавреаткою Національної премії газети в Канаді (Business — 1999) і володіє декількома нагородами Gerald Loeb Awards. Крім того, Сюзанна Крейг була головною журналісткою команди, яка стала фіналістом Пулітцерівської премії з питань національних справ у зв'язку з висвітленням діяльности Lehman Brothers та їхньої ролі у фінансовій кризі 2008 року.
1 жовтня 2016 року New York Times опублікувала статтю (за участю Крейг), в якій стверджувалося, що Дональд Трамп повідомив про втрату $ 916 мільйонів у 1995 році, що могло б дозволити йому уникнути сплати податку на прибуток протягом вісімнадцяти років. У наступних телевізійних інтерв'ю Крейг визнала, що була репортеркою, яка отримала частину податкових записів Трампа 1995 року в поштовій скриньці від анонімного відправника.

## Нагороди
- Національна премія газети 1999 року[6]
- 2004 Нагорода Джеральда Лоеба за «The Day Grasso Quit as NYSE Chief»[8]
- 2008 Нагорода Джеральда Лоеба за «Breakdown at Bear Stearns»[12]
- 2009 Нагорода Джеральда Лоеба за «Найважливіші новини» — «День, що змінив Уолл-стріт»[13]
- 2019 Пулітцерівська премія за роз’яснювальний репортаж для New York Times.
- 2019 Нагорода Джорджа Полка за політичний репортаж.